# 電撃!ピカチュウ
『電撃!ピカチュウ』（でんげき!ピカチュウ）は、おのとしひろによるポケットモンスターの漫画である。
『別冊コロコロコミック』にて、1997年4月号から1999年12月号に連載。『ハイパーコロコロ春号』にも1話掲載、単行本に第19（最終）話として収録された。原作者として田尻智と石原恒和がクレジットされている。シリーズ構成として当時のアニメ版の脚本陣である首藤剛志、武上純希、大橋志吉、園田英樹、冨岡淳広が記載されている。全4巻。
英語圏向けに、一部修正が施された海外版も存在する。

## 概要
アニメ『ポケットモンスター』の開始に合わせてその漫画化として連載。サトシがピカチュウを連れカスミやタケシと共に旅をするなど、大まかなストーリーはアニメ版を基盤に作られている。隔月発行の『別冊コロコロコミック』では毎週放送しているアニメの内容をそのまま追いかけることはできないため、オリジナルの話や展開も多い。ストーリーはアニメ版におけるカントー地方編からオレンジ諸島編までである。なお、第19話とエピローグは完全オリジナルストーリーである。
オリジナルの要素として、サトシとピカチュウの出会いや世界観設定の変更がある。非常にリアルで全般的に本物の動物らしさが加わっているポケモンやポケギア・わざマシンなど独自の解釈によるメカニックなどビジュアル面も異なるが、中でもプロポーションが良くセクシーなコスチュームの女性キャラクターが多く登場する。
サトシの帽子やカスミの髪の色などは当初アニメと異なるデザインだったが、後にアニメと同じものに変更される。また、「際どいシーンの修正などを多く求められた」と後に発行した同人誌にて作者が述べている。なお、単行本収録時にも際どい描写の更なる修正が加えられている（パンチラや過激なコスチュームの修正など）。また、翻訳版ではお色気描写のほとんどが修正された。つまり、修正に関しては『雑誌掲載版』『単行本版』『海外版』の3種が存在する事になる。
- 1998年の『月刊コロコロコミック』7月号に掲載された漫画版（映画予告コミック） 『劇場版ポケットモンスター ミュウツーの逆襲』はコミックス未収録（詳細は後述）。
- 作者の別作品『バーコードファイター』同様、連載終了後に本作の“裏設定”にあたる要素を取り入れた同人作品および成人向け漫画を出している。

## あらすじ
マサラタウンに住むサトシは、自宅の壁の間に迷い込んだ野生のピカチュウを捕まえる。森へ還そうと家を出たところ、ライバルであるシゲルと遭遇する。ポケモン取り扱い免許証を見せびらかされたサトシは、負けじと免許証を取得。プロのポケモンマスターを目指し、ピカチュウを連れて旅に出た。

## 登場キャラクター
アニメ版ポケットモンスターの登場人物や個別項目も参照。

### メインキャラクター
サトシ
本作の主人公。熱血なところはアニメと同様だが、極度の負けず嫌いの上ほどほどにスケベで女の色香に弱い。コメディリリーフを担う描写も非常に多いボケキャラとしての側面も持つ。
ライバルのシゲルに対抗意識を燃やし、家でイタズラをしていたところを捕まえたピカチュウと共に旅に出る。タケシほどではないが、綺麗なお姉さんが好きでシゲルのお姉さんに憧れている。アニメとは違い旅の為にアルバイトをする描写もある。オレンジ諸島ではアニメと違い単独で旅をしていたが、途中でカスミと再会しオレンジリーグ終了まで行動を共にする。エピローグではシゲルと旅を始めたことを手紙で母に語り、「もっと冒険がしたい、だから終わらせたくない」と告げた。
ピカチュウ

失恋し、ヤケ電気をしに街へ降りて来た所、サトシと出会う。当初はサトシの言う事をまったく聞こうとしなかったが、身を挺して自らをオニドリルからかばった事から友情を築く。アニメ同様モンスターボールに入るのが嫌いで、いつもサトシの後ろについて歩いている。第2話で「ジャン=リュック・ピカチュウ」と名づけられたが、以降は一度もこの名で呼ばれない。
カスミ

1巻1話から登場。12歳。
ハナダシティのジムリーダーで、美人四姉妹の末っ子。サトシに自転車を勝手に使われた挙句、ピカチュウがオニドリルを攻撃する際に放った電撃によって壊されてしまった（「特注品なので100万円」だという）。1巻2話にてハナダジムでのサトシとの戦いの後、「いつまでもつき合っていられないわ」という理由で離脱。2巻5話でセキチクシティのポケモンレースを見に来た際に再会し、再び冒険に加わる。その後3巻11話でタケシと共に離脱し、12話でセキエイポケモンリーグに参加するがブランクもあって1回戦で敗退した（離脱期間は2か月）。セキエイポケモンリーグ編の終わりから姿を見せなかったが、4巻16話にてオレンジ諸島に遊びに来た際にサトシと合流する。
サトシの事はよくからかってお姉さん風を吹かしている。あまり見せないが、サトシやタケシの失言に暴力を振るってお返しをするなど性格は少し悪い。
原作・アニメとは違い黒髪美人で抜群のプロポーションとなっている。ほぼ毎回露出度の高い過激な服を着用しており、1巻2話で披露した水着はお尻に食い込んだスリングショットだった。また、2巻6話では年下の男の子が好きかもしれないと自覚（最初は否定）したあとの入浴シーンで生尻まで描かれ、あまりの過激さから連載前に担当編集が勝手に2シーンタオルを描き足した。
しかし2巻8話からはアニメと同じ茶髪・プロポーション・服装になっている（オレンジ諸島では髪型もアニメとは違い服装も毎回変わっている）。性格もアニメ寄りとなっておりサトシが悔しがるほどの悪態を見せなくなった。4巻18話のオチや『ミュウツーの逆襲』ではワンピースタイプの水着を着ているが背中が丸出しな事を除けば普通のデザインとなっている。なお、作者は著書の中において「カスミのプロポーションの変化は自身の都合によるもので、大人の事情で変化したのはサトシの帽子のマークだけである」とも語っているが、後に「最初期（連載時）はカスミを13歳の設定にしてた」と明かしている。
4巻18話ではユウジのカイリューに圧倒されるピカチュウを見ていられなくなり、棄権するようにサトシに進めるが「男の闘いに口を出すなぁっ!!」と一蹴される。その戦いでピカチュウが逆転勝利を果たした時は感激のあまり涙を流しムサシに支えられていた。オチでは前述の通り水着に着替えサトシと一緒に海で遊ぼうとしたが「充電中だから」と断られ、腹いせにピカチュウに充電（放電）をさせた所で連載は終了した。
その後、作者の同人誌『ムサシとコジロウのこどものつくりかた』によってオレンジリーグ決勝前夜にサトシの部屋を訪れたのは、実は体をあげてサトシに自信を付ける為だった事が明らかとなった。
タケシ

1巻2話から登場。アニメ同様、美人のお姉さん好き。本作品では、何かを食べながら登場することが多い。
ニビシティのジムリーダーだが、放浪癖があるためジムはよく空けている。サトシと対戦するも登場から2ページ目で敗れる（しかも戦闘シーンは自体は1コマ）。年長者のため「大人」の振る舞いをすることが多く、一行のまとめ役でもある。
1巻4話にて再登場し、ヤマブキシティの友人ナツメの元を訪れていた際にサトシと再会する。ナツメがブラックフォッグに敗れたことでサトシと共闘し、2巻1話から正式に仲間に加わった。だが3巻11話からカスミと共に離脱。12話でカスミと共にセキエイポケモンリーグに参加するが、ブランクもあって1回戦で敗退した（離脱期間は2か月）。ポケモンリーグ参加資格を果たしたサトシに感化され、自分も本気で狙ってみようと考え別行動をとった。
3巻13話では、リザードンを使いこなせず棄権となったサトシに「おまえがあきらめなければ、求めたぶんだけ自分の力になる！」「いつかリザードンだっておまえの力強いともになってくれるはずだ」と励ましの言葉を送り、立ち直らせた。この話を最後にサトシたちの冒険から完全に離脱するが、4巻18話にて1コマのみ登場した。ユウジと死闘を繰り広げるサトシの奮闘をモニター越しに観戦し、決着後は「成長したな、サトシ」と言葉を送った。描写からしてまた放浪の旅に戻っているようである。

### サブキャラクター
シゲル

サトシの永遠のライバルで、オーキド博士の孫。成績は大変優秀であるが、素は生意気な悪ガキで、よくサトシを小バカにしている。ポケモンリーグ四回戦まで進んだ実力を持つが、出番が少ない事を自ら嘆いていた。カバー裏の表紙には全巻登場している。姉に対する甘えん坊の一面も見せており、サトシに見せつけるためにわざと姉に甘えた。
ゲームやアニメと比べると、かなりイジワルで子供っぽい性格をしている。その一方でアニメ版に比べてサトシとの仲は良好で、喧嘩友達といった雰囲気である。
3巻12話ではセキエイポケモンリーグに参加。見事1回戦を突破し、同じく勝ち抜いたサトシと腕組みを交わした。この辺りから性格もアニメ版寄りになり、幾ばくかキザな振る舞いをするようになった。カバー裏のオマケ漫画では、サトシの健闘を祈ってリーグから去る姿が描かれている。
4巻19話（最終話）では、ロケット団が逃がしてしまった最強ヤドンを巡ってサトシと熾烈な争いを繰り広げた。サトシがヤドンを捕まえると「うちの姉ちゃんの恥ずかしい写真（大食い中なだけ）と交換しようぜ」と騙し取るなど、悪知恵を働かせた（実はヤドンは捕まえられておらず、サトシも写真を「これはこれで」と喜んでいた）。
エピローグではサトシと一緒に冒険を始めたことが語られ、カバー裏ではサトシと分かれ道をどちらに進むかで言い争いを始めている。
サツキ
シゲルの姉。『電撃!ピカチュウ』オリジナルキャラクター（ゲームに登場する姉のナナミとは別のキャラクター）。優しく穏やかな性格でサトシの憧れの人で、物語の初期の頃はよくサトシの妄想等で登場していたが、その後エピローグまで出番がなかった。
サトシの母ちゃん
出番は1巻1話くらいしかないが、3巻11話にてレベルグリーンになったサトシにメールを送り、励ましの文章を送った。エピローグではサトシからの手紙を受け取って、旅を続けるという子どもたちの気持ちを汲み取りながらも、サツキと共に2人の帰りを待つ姿が描かれた。
オーキド ユキナリ博士

ポケモン図鑑の発明者として有名な、ポケモン研究の第一人者。シゲルの祖父。ゲーム・アニメと違い、オツキミ山でピッピの研究をしていたところで、初めてサトシと出会った。ポケモンリーグでは解説を務めていた。
サクラ、アヤメ、ボタン
1巻2話から登場。カスミの姉達でハナダジムのジムリーダーである。アニメとは容姿が異なっており、ジムの運営も真面目に行っているしっかり者として描かれている。カスミ曰く「怒らせると怖い」らしい。
2巻5話にて再登場。カスミを連れてセキチクシティのポケモンレースを見に来ていた。
ムサシ
2巻7話から登場。ロケット団のメンバー（下っ端）。本作ではパンチラなどのお色気要員としての側面も持つが、コミックス版ではある程度修正されている。3巻11話では胸元・お尻が丸出しのセクシーなレオタードスーツで登場した。
旅先で度々サトシ達とバトルになるが、いつも敗北している。こちらも物語中盤から大人の事情でバストのサイズダウンなどが行われた。
エピローグではコジロウから告白されたようで結婚している。また一枚絵では妊娠した姿が描かれた。
コジロウ
2巻7話から登場。同じくロケット団の下っ端。エピローグではムサシに告白したようで結婚した。マサラタウンに向かう用事があったのでサトシから手紙を託され、母親に送り届けた。
ニャース

2巻7話から登場。ムサシ、コジロウと行動を共にしているポケモン。アニメ版と同様に人語を話すが、容姿がより猫に近くなっている。
最終話では自ら巨大ロボットを駆りピカチュウと対決。ネットでピカチュウを捕らえ、シゲルのウインディに水鉄砲を吹きかけるなどしていやがらせのような戦いをしていたが、「喋るニャース」に目を付けたオーキド博士とマサキと捕獲された。
その後オーキド博士たちから解放されたらしく、エピローグではムサシ、コジロウの車の後部座席にいた。

### ゲストキャラクター
ポケモンセンターの受付嬢達
本作でのポケモンセンターの担当者は毎回違う女性達であり、ジョーイは一回ほどしか出てこない。
セイヨ
1巻3話に登場。以後も何度か登場するが、ストーリーには関わらない顔見せ的な立ち位置。アニメとは違い黒髪。
ソネザキ マサキ
1巻3話に登場。「ポケモン先端科学技術研究所」のエンジニアで、モンスターボールやポケモンの転送システムを開発した天才。元々は学校嫌いでポケモンの事は知らずに授業免除目的で旅をしていたが、フシギバナが花開く瞬間を見た時からポケモンの魅力に取り付かれたという設定である。本作では関西弁は話さない。
ナツメ
1巻4話に登場。ヤマブキジムのジムリーダー。21歳。心優しい女性であるが、過去にブラックフォッグによってポケモンを殺され、憎しみをつのらせていた。作中、ブラックフォッグの夢喰いによって意識不明となるが、サトシ達の活躍で意識を取り戻す。ゲーム・アニメ版とは容姿・性格がだいぶ異なるが、超能力を有しエスパーポケモンを使用する点は同じである。
フウコ
2巻5話に登場。姉御肌の美少女で、セキチクシティで行われているポケモンレースの2年連続チャンピオン。
愛馬ポニータに騎乗していたところ、ライバルのドリオにポニータを脅かされ振り落とされたことで左腕を怪我してしまう。ドリオの卑劣さに怒りをきたしたサトシが代理を務めることとなり、自ら指導して厳しい訓練を課させた。
ドリオ
2巻5話に登場。フウコのライバルでポケモンレース優勝候補者の青年。ニャースを使ってフウコが乗るポニータを驚かせ、振り落とさせることでフウコを負傷させた卑怯者。そのことをサトシから指摘されても「レースへ参加表明した時から勝負は始まってんだよ」「証拠はあるのかい？」と空とぼけている。レースにはドードリオで参加。開幕からトップを突っ切るが、潜ませていた部下を使って落石を起こし選手たちを崖から落とすなど抜かりがない。追い付いてきたサトシに部下がやられると「役立たず」と吐き捨て、水系ポケモンをけしかけてポニータを始末しようとする。だがこれが仇となり、サトシの励ましによってポニータはギャロップへと進化。逆転優勝を果たさせてしまう。最期まで負けを認めようとせずサトシに襲い掛かるもお返しとしてギャロップに遥か彼方へ蹴り飛ばされるという末路を辿った。
タイチ
2巻6話に登場。イーブイのトレーナーで、ストンタウンを根城とするEストーン騎士団4兄弟の末っ子。お城のような屋敷に住んでいるお坊ちゃんでもある。
Eストーン騎士団の入団条件である「進化をさせる」ことを嫌がり、団長に責められていたところ、その現場を目撃したサトシが割って入る。そこでタケシの提案により、サトシとタイチがダブルスを組み、騎士団の代表者（タイチの兄たち）を倒せば進化は免除するということとなった。試合ではサトシのピカチュウが兄二人を倒すが、それでは意味がないということで最後の試合はタイチのイーブイが引き受けることに。
その弟属性全開の可愛らしさは、カスミにショタコンであることを少なからず自覚させた。オチではサトシ、タケシと一緒にカスミの入浴を覗き、大人への階段を登った。
イーブイ
タイチが初めてゲットしたポケモン。寝る時もつらい時も一緒に乗り越えてきた仲。兄たちとの戦いではトリを務め、サンダースと対決。スピードで勝る相手には歯が立たず、サトシの作戦によりわざマシンで覚えた「ものまね」を使用して「ミサイル針」の打ち合いによって勝利する。
イミテ
2巻7話に登場。メタモンのトレーナー。本作ではカスミの友達という設定らしく彼女からイミちゃんと呼ばれている。アニメでは普通の話し方だったが本作では関西弁を使っている。
ジュン
2巻7話に登場。セイヨと同じくモブキャラ的な立ち位置でサトシたちとは絡まない。セイヨと一緒にイミテの漫才を見ていた。
アキラ＆サムライ
2巻7話に登場。サトシに捨てられたポケモンが集まる集落の存在を教え、共に捕まえに行った。
ゼニガメ＆ヒトカゲ
2巻7話に登場。ゼニガメは「所詮人間なんか信じちゃいけないのさ」と語る諦観した性格で、ヒトカゲは原作通り主人の言葉を信じて10日も待ちぼうけをくらっていた。そこでサトシとはぐれたピカチュウを仲間に入れ、共に捨てポケモンが集まる集落を目指す。ロケット団の三人組も加えて旅を続け、終盤では本性を現したロケット団の面々と戦い、ピカチュウと共闘した。
事態解決後はヒトカゲを迎えに来たダイスケの姿を見て、ゼニガメも心境の変化があったようで「サトシを探しに行く」というピカチュウに励ましの言葉を送った。
2巻8話ではゼニガメとヒトカゲがサトシのポケモンに加わっているが、同一個体かは不明。
ターサン
2巻7話に登場。ガルーラに育てられた人間の少年。そのためポケモンの言葉を解し会話ができる。
ムサシの胸を見た途端、服の上から吸いつくなど人間の常識に欠けている。ただしミドリには「おっぱいすっていい？」と聞いていた。
ミドリ
2巻7話に登場。捨てポケモンたちを保護している心優しい美女。ポケモンたちには女神様のように見えるという。人間とポケモンの両方の言葉を解する。
ダイスケ
2巻7話に登場。アニメではヒトカゲを「弱い」という理由で捨てた悪人だったが、本作では心優しいポケモントレーナーとなっている。ヒトカゲを待たせたまま買い物先で事故に遭って意識不明だったが、病院を抜け出してポケモンの集落に探しに来ていた。
ジュンサー
2巻7話に登場。ロケット団の3人がピカチュウとガルーラに吹っ飛ばされた際、指名手配中として3人を捕まえようとした。姿が描かれたのは1コマのみ。
フシギダネ＆フシギソウ
3巻9話に登場。フシギダネはサトシのポケモンで、フシギソウはとある町で暮らすポケモンとなっている。人間を守るために戦ったフシギバナが大樹となったという「フシギバナの樹」の上には、フシギバナの神がいるとされており、ピカチュウやオニドリルを交えて見学しに行くことに。そこへ神を狙って迷い込んだロケット団の三人と交戦し、樹から落下。ピンチとなるが大樹から降り注いだ花が大きくなって二人を受け止めたことで事なきを得た。なお、神の正体は大樹の一部がフシギバナを象った自然の神秘とも言えるものである。
ミカ
3巻10話に登場。アップルシティの一軒家に住む幼い少女。「ママは星になった」というパパの言葉を信じ、ママに会うために宇宙に行きたいと思っている。家に迷い込んできたピッピたちと仲良くなり保護するが、嗅ぎつけたロケット団の三人組に乗り込まれてしまう。幸いにも警察への通報を通してサトシたちが助けに来たため家の中が戦場となり、最後はプリンの歌によって全員が眠ったため騒動は沈静化した。目が覚めた時はピッピたちの姿は無くなっていたが、サトシから「ピッピはどこにも行かない。この地球上にいる」という言葉を聞き、寂しさを満たした。
プリン
ミカのお友だちポケモン。戦闘力はあまりないが「うたう」ことで敵味方関係なく眠らせる能力を持つ。
ヒラタ博士
3巻10話に登場。ピッピの正体は宇宙人だと提唱するポケモン研究家。著作の「ピッピ宇宙へ還る」は反響を呼び、「スペースピッピ」という映画として放映されている。ポケモンはポケモンであるというオーキド博士とは意見を違えているが、ヒラタ博士自身は気に入った様子で議論を交わしている。ピッピたちがミカの家に保護されているという話を警察から聞き、オーキド博士とサトシを彼女の家まで送り届けた。
ムラサメ リンドウ
3巻11話に登場。クサイハナのトレーナーのお嬢様。アニメでは植物園の娘だったが、本作は大災害により屋敷が水没してしまったムラサメ家の当主である。ニセリーフの石を大量に買わされたことで一転して貧乏となり、途方に暮れているというがその割には落ち着いている。なお、詐欺師の正体はロケット団の三人組であり、後にイワカゼに成敗された。その仕返しにクサイハナを奪われそうになったが、「ソーラービーム」の一斉射撃で撃退した。その後、イワカゼに「好き」と想いを告げた。
クサイハナ
リンドウのポケモン。毎日あげる水に香料が混ぜてあるため臭わない。植物系最強の技「ソーラービーム」を使用可能。
イワカゼ
3巻11話に登場。アニメでは、植物園で働く普通の青年だったが、本作ではリンドウの執事で水の上を走ったりギャラドス3匹をなぎ倒す高い戦闘能力を持つ男性である。ただし蛇が苦手であり、ムサシのアーボックには全く敵わなかった。
リンドウとは相思相愛の仲のようで互いを意識し合っている描写がある。
ヒロシ
3巻12話に登場。あどけなさの残る少年だがセキエイポケモンリーグ新人戦第1回戦を勝ち抜くほどの実力者。試合中は緊張しているというが、その緊張を楽しみに変えることができる前向きな性格をしている。
4回戦ではシゲルを破り、5回戦にてサトシと対決。13話ではサトシと一進一退の激戦を繰り広げ、「とっておきの隠し玉」であるリザードンのジッポを呼び出す。しかしサトシのリザードンには歯が立たず追い詰められる。だがサトシのリザードンが暴走して戦い始めたため、サトシがリザードンをモンスターボールに戻したことで棄権と見なされ勝ちを拾った。
レオン
ヒロシのピカチュウ。前髪が生えているのが特徴。13話ではピカチュウと激闘を繰り広げた末に「かみなり」で相討ちとなる。
パピー
ヒロシのバタフリー。13話でゼニガメを「ねむりごな」で戦闘不能にするも、自分もダメージを受けていたため相打ちとなった。
ジッポ
ヒロシのリザードン。「とっておきの隠し玉」であり、高い戦闘力を持っていたようだがサトシのリザードンには歯が立たず追い詰められる。ヒロシはモンスターボールに戻そうとしたが不調のため機能せず、結果的にサトシがリザードンをボールに戻したことで危険と見なされ勝ちを拾った。その後、6回戦に参加したところをサトシから応援された（勝敗は不明）。
カオルコ
3巻12話に登場。和服姿の大和撫子。セキエイポケモンリーグ4回戦でサトシと対決する。マダツボミを使ってピカチュウを破り、後一歩のところまで奮闘するがベトベトンに敗北した。
マダツボミ
カオルコのポケモン。サトシのフシギダネとピカチュウを倒すなど高い実力を持っていたが、最後はベトベトンの押さえ込みに敗れる。
ナナ
4巻15話に登場。ザボン七島でザボンの栽培をしている女性。気さくで明るい性格だが、ザボンドロボウにだけは過剰なくらい反応する。毎年ザボンを食い尽くすカビゴンには手を焼いており、サトシの協力で共に対抗するが歯が立たず、カビゴンに食われる前に収穫するという荒業を行う。だが次から次へと食べられてしまい、ついにはキレて壊れてしまい、ヘタクソな子守唄をうたってカビゴンを怒らせてしまった。だがこれがヒントなり、サトシはたまたま近くを通りかかったプリンを捕まえて強引にうたわせることで勝利したのだった。
マリー
4巻16話に登場。ジギーの妹。海で溺れていたところをサトシに助けられるが、カスミの方に懐き、手を引いてユズジムまで案内した。実はお姉ちゃんがほしくてカスミにそれを見込んでのことだった。オチではそのことを知った兄が女装したことでオネエちゃんとなり、満足した様子を見せた。
ジギー
4巻16話に登場。ユズジムのジムリーダーの美青年。カスミの姿を見るなり求婚しウエディングドレスを着せた。カスミもまんざらではない様子だったが、最終的にはサトシを応援したためフラれることとなった。敗北後、妹がお姉ちゃんを欲しがっていたことを知り、自ら女装することでオネエちゃんとなった。
ポケモンの戦闘技能を磨くのは古いと考え、ダンスなど別の分野を磨かせることで本来の能力をグレードアップするという手法を取っている。
エレブー
ジギーのポケモン。サトシのピカチュウと電気系対決を繰り広げ、「かみなりパンチ」で勝利する。
ナッシー
ジギーのポケモン。サトシのフシギダネと草系対決を繰り広げ、その不気味な顔で怯えさせて優位に立つが「ねむりごな」で眠らされて敗北する。
スターミー
ジギーのポケモン。サトシのゼニガメと水系対決を繰り広げ、「10万ボルト」で圧倒する。だが「ハイドロポンプ」からの「ロケットずつき」でK.O.された。
カイリュー使いのユウジ
4巻17話に登場。本作における実質的な最終ボス。
現サザンクロスヘッドリーダー。ここ数年は無敗で知られており「最強のトレーナー」とも呼ばれる男。サトシは幼少期に彼の試合をテレビで見ており、挑戦したくてオレンジリーグに参加した。
サトシとの勝負では手持ちのポケモン5匹を破られ、サトシは手持ちが3匹という状態になる。しかし最後の一匹カイリューは圧倒的な体躯とパワーを誇り、サトシのゼニガメとリザードンを撃破。最後はピカチュウとの対決となる。当初は優位に立っていたがサトシの作戦によってカイリューは倒れ、敗北。最強の牙城を崩された。だがそこには憎悪などなく、新たなヘッドリーダーの誕生を笑顔で讃えた。
メタモン
ユウジのポケモン。サトシとの勝負に先鋒として使用した。「へんしん」の精度は高く、相手のポケモンと同等の威力の技を繰り出せる。ピカチュウと互角に渡り合うがサトシの作戦によって足場を崩された際にバランスを崩し、そこにピカチュウの突進で変身を解除され、電撃を打ち込まれたことで戦闘不能となった。
カイリュー
ユウジが従える中でも最強の異名をとるポケモン。サトシのゼニガメを一瞬で倒し、リザードンとも互角以上に渡り合うパワーを持つ。最後はピカチュウと対決となり、これを圧倒。「はかいこうせん」で勝負の幕を引こうとするが、リフレクターによって防がれ、しかも爆風を利用して頭上を取られてしまう。最後は口の中に侵入したピカチュウに「かみなり」を落とされて戦闘不能となった。
サカキ
最終話に登場。ロケット団のボス。ムサシたちに指令を送るなど存在は語られていたが、登場自体はこの話が初となる。アニメと同様に顔に影が掛かっているが、素顔がわからないというほどではない。
悪の組織のトップでありながら、「最強ヤドン世界征服計画」を酔っている際に許可したりと、どこか憎めないキャラになっている。
この計画は、ヤドンの「人の心を和ませる作用」を科学的に分析し、最強のヤドンを量産して人々の闘争心を奪い、容易く世界征服を達成するというもの。「一見完璧な計画」と語るが、試作ヤドンが完成した時点で開発部がヤル気ゼロになり、しかもサカキまで心和んでしまう。その間にヤドンは姿を消し行方不明となってしまった。「ロケット団はもっとダークでブラックな組織なのだ。そんなマヌケな計画は、あってはならんのだ」としていつもの三人組にヤドンの捜索・処分を指示した。が、ヤドンのことを想い出すと心和んでしまい「ま、いっか」で片づけてしまった。
映画『ミュウツーの逆襲』の裏側を描いた漫画版では、ミュウツーの大量生産を行い世界征服を果たそうとする極悪人として登場した。
最強ヤドン
最終話に登場した最後のポケモン。前述の通りサカキの主導でロケット団が生み出した「最強のヤドン」。マサキがポケモンセンターの転送データに未登録のデータがあったことに気づき、実体化させたことでオーキド博士らに保護された。しかしムサシたちに強奪され、これを奪い返すべくサトシとシゲルはヤドンの取り合いを開始。三者が入り乱れるヤドン争奪戦が繰り広げられることとなった。「最強」の名に恥じず実力は高いのだが、金縛りをすれば自分も硬直し、冷凍光線を撃てば自分も凍るという有様。サトシからは「強いんだかマヌケなんだかわからない」と言われた。
最終的にサトシのモンスターボールに捕らえられたかに思われたが、いつの間にかヤドランに進化して逃れていた。そのままサトシとシゲルに保護され、オーキド博士らの元へ連れ戻された。

## ミュウツーの逆襲編
上記の通り1998年7月号の『月刊コロコロコミック』にて、同年7月に公開された『ミュウツーの逆襲』の漫画版が掲載された。『月刊コロコロ』に初めて掲載された作品でもある。
ストーリーは、フジ博士がアマゾンでミュウとの出会う所から、劇場版本編の前半までとなっている。世界観は『電撃!ピカチュウ』とリンクしており、ロケット団員がミュウ捕獲の為にマスターボールを撃ち出すライフルを装備していたり、「ミュウツーはプロトタイプで、後にロケット団の命令で感情を持たない兄弟が多数作られる予定だった」といった、オリジナル要素が追加されている。劇場版では誕生直後のミュウツーの暴走に巻き込まれてしまうフジ博士であるが、本作では「ロケット団に逆らい拘束され、ミュウツーに自分もろとも研究所を爆破させる」などの設定の変更も見られた。
当時はまだ映画自体も『完全版』が公開される前であったために、これらミュウツーの過去に関する描写が無く、後の『ミュウツーの逆襲完全版』ではキャラクターデザインなどに大きな影響を与えている。

## 書誌情報
- おのとしひろ・石原恒和・田尻智『電撃!ピカチュウ』小学館〈てんとう虫コミックススペシャル〉
  1. ISBN 4-09-149341-6
  2. ISBN 4-09-149342-4
  3. ISBN 4-09-149343-2
  4. ISBN 4-09-149344-0